# Dréta Antal
Dréta Antal O.Cist, születési nevén Dréta János (Győrszentmárton, 1762. július 22. – Zirc, 1823. december 28.) ciszterci szerzetes, a Zirci apátság első magyar apátja, Mezőfalva település alapítója.

## Élete
Dréta János 1762-ben született Győrszentmártonban. A ciszterci rendbe 1785-ben lépett be, majd 1787-ben szentelték pappá. Egy évig Veszprémben tanított, 1788–1793 között Lókúton plébános, majd Zircen hitoktató. 1794-től 1797-ig Borzavár plébánosa és a zirci apátság házgondnoka, 1803-ig Magyarpolány plébánosa. 1803-ban zirci perjellé, 1812-ben Pilis és Pásztó apátjává nevezték ki. I. Ferenc magyar király 1814-ben nevezte ki zirci apáttá, s így személyében az akkor létező három apátság egyesült.

## A rend élete apáti szolgálata alatt
Dréta Antal zirci apát kinevezésekor az állam és a társadalom elvárta, hogy a zirci ciszterciek is vegyenek részt a jezsuiták 1773-ban történt feloszlatása következtében elárvult gimnáziumok fenntartásában. Így Zirc elvállalta a székesfehérvári és a pécsi gimnáziumot, miután az egri gimnázium vezetése a Pásztóval való egyesülés következtében ugyancsak ráhárult. Így lettek a magyarországi ciszterciek mintegy tanítórenddé. Az új feladat egyre inkább előtérbe került, és mellette a szerzetesélet követelményei háttérbe szorultak. A gimnáziumokban való oktatás akadályozta a napi zsolozsma közös mondását. Ugyanakkor a politikai viszonyok miatt a rend többi részével és a római Szentszékkel a magyar cisztercieknek nem volt kapcsolatuk.
Dréta szigorú eszközökkel kormányzott, és ez tovább fokozta a feszültségeket. Az átszervezések és új feladatvállalások gazdasági problémákat is okoztak. Mindezek ellenére Dréta Antal apát rendezte a személyi kérdéseket, a pásztói apátságot egy tűzvész után építette újjá, megindította a tanári képzést, fejlesztette a könyvtárat.
Szolgálata alatt Új-major pusztát újraszervezte, s Hercegfalva néven települést hozott létre, melynek mai neve Mezőfalva.
Az első magyar zirci ciszterci apát 1823. december 28-án Zircen halt meg.